# Hollola
Hollola (pronunciació finlandesa: [ˈholːolɑ]) és un municipi de Finlàndia, situat a la part occidental de la regió de Päijät-Häme. El municipi és unilingüe finlandès i té una població de 22.910 habitants (28 de febrer de 2023) i cobreix una àrea de 727,47 quilòmetres quadrats, dels quals 68,66 km² són aigua. La densitat de població és de 49,46 habitants per quilòmetre quadrat.
Hollola té l'estructura més alta de Finlàndia, la torre de televisió Tiirismaa.
Un complex turístic popular a Hollola és Messilä, on es pot practicar esquí de fons, esquí alpí, tramping i golf. Hi ha un hotel i un càmping a Messilä. Messilä es troba al costat de Vesijärvi.
El 2018, Hollola va acollir els Jukola Relays. Aquest esdeveniment d'orientació és un relleu nocturn i un dels esdeveniments d'orientació més populars del món per nombre de competidors.